# Paul Siebeck
Paul Siebeck (* 7. März 1855 in Tübingen; † 20. November 1920 in Heilbronn) war ein deutscher Verleger.

## Leben und Wirken
Paul Siebeck absolvierte zunächst ab 1871 eine Buchhändlerlehre in der H. Laupp'schen Buchhandlung seines Vaters Hermann Siebeck. Anschließend war er vier Jahre unterwegs und erweiterte seine Kenntnisse bei den Verlagen von Emil Strauß in Bonn und F. A. Brockhaus in Leipzig. Als sein Vater 1877 starb, wurde Paul Siebeck Teilinhaber der Tübinger Firma. Zusammen mit seinem Schwager J. Gustav Kölzle erwarb er im Jahre 1878 den in Heidelberg ansässigen bedeutenden Verlag J. C. B. Mohr. 1880 wechselte Siebeck nach Freiburg im Breisgau und schuf dort den Verlag J. C. B. Mohr (Paul Siebeck). 1897 übernahm er die H. Laupp'sche Buchhandlung in Tübingen und verkaufte die dortige Sortimentsbuchhandlung. 1899 führte er dann seinen Freiburger Verlag und die Verlagstätigkeit der Laupp'schen Buchhandlung in Tübingen zusammen.
Paul Siebeck weitete den Tübinger Verlag stark aus und verlegte vor allem auf dem Gebiet der Theologie, Rechtswissenschaft, Philosophie und Sozialwissenschaft viele berühmte Autoren wie z. B. Wilhelm Windelband, Heinrich Rickert, Max Weber, Werner Sombart, Ernst Troeltsch und Albert Schweitzer. 1891 entstand in seinem Verlag die „Zeitschrift für Theologie und Kirche“ (sie erscheint bis heute). Von 1909 bis 1913 erschien das umfangreiche Handwörterbuch Die Religion in Geschichte und Gegenwart (die 4. Aufl. kam von 1998 bis 2007 heraus).
Im Jahre 1886 gehörte Siebeck zu den Mitbegründern des Deutschen Verlegervereins, dem er 1892/93 vorstand. Außerdem wirkte er im Börsenverein des Deutschen Buchhandels mit. 1899 ehrte ihn die Universität Freiburg mit der Ehrendoktorwürde, 1909 wurde er Dr. h. c. der Universität Gießen.
Zu seinen Kindern gehörte der Verleger Oskar Siebeck und der Mediziner Richard Siebeck. Sein Enkel war der Verleger Hans Georg Siebeck.

## Veröffentlichungen
- Zur Disponenden-Frage. Ein buchhändlerisches Gutachten. Mohr, Freiburg i. Br. 1890.
- Die Organisation des deutschen Buchhandels und seine Bücherpreise in der wissenschaftlichen Literatur. Siebeck, Tübingen 1903.